# Oscar Adler
Oscar Adler (geboren 30. August 1879 in Karlsbad; gestorben 13. Oktober 1936 ebenda) war ein österreichischer und tschechoslowakischer Internist und Hochschullehrer.

## Leben
Adler war jüdischer Herkunft und der Sohn von Wilhelm Adler und dessen Ehefrau Charlotte geborene Lederer. Er war der Neffe des Schriftstellers Friedrich Adler aus Prag. Nach dem Besuch des Gymnasiums in Karlsbad studierte er Medizin an der Universität Prag und an der Universität Berlin. 1905 promovierte er in Prag zum Dr. med. und habilitierte 1913. Im gleichen Jahr wurde er Privatdozent für innere Medizin an der Deutschen Universität Prag. Von 1914 bis 1918 nahm er als Regimentsarzt und Leiter eines Epidemie-Spitals am Ersten Weltkrieg teil. Danach wirkte er ab 1919 als Internist in Karlsbad und weiterhin als Dozent an der Deutschen Universität Prag. Sein ständiger Wohnsitz war das Kurhaus Drei Mohren am Marktplatz in Karlsbad.

## Werke
- (mit Rudolf Adler): Über das Verhalten gewisser organischer Verbindungen gegenüber Blut mit besonderer Berücksichtigung des Nachweises von Blut. In: Hoppe-Seyler's Zeitschrift für physiologische Chemie 41, 1–2 (1904), S. 59–67.